# جایزه ترنر

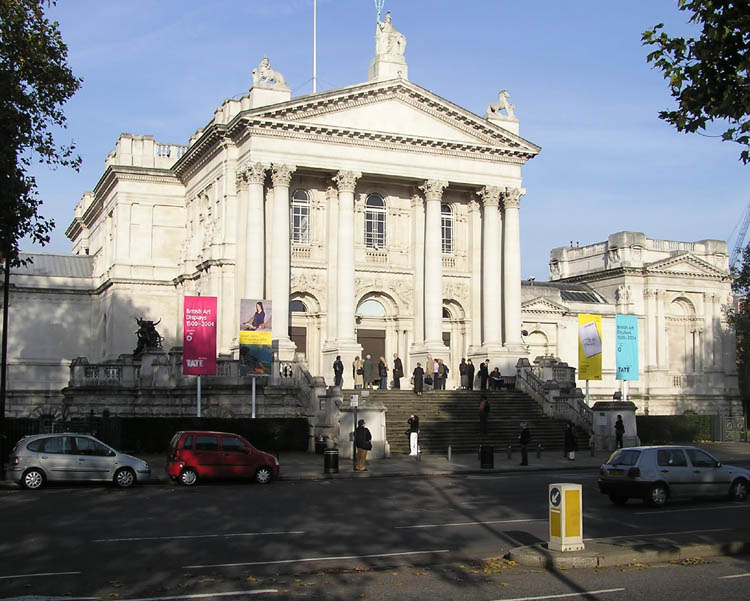
تیت بریتانیا: محل اهدای جایزهٔ ترنر.

جایزهٔ ترنر (به انگلیسی: Turner Prize) که به نام نقاش بریتانیایی ویلیام ترنر نام‌گذاری شده‌است، جایزه‌ای است که سالانه به یکی از هنرمندان تجسمی بریتانیا اهدا می‌شود. اهدای این جایزه توسط نگارخانهٔ تیت در تیت بریتانیا صورت می‌گیرد. جایزهٔ ترنر از زمان پیدایشش در سال ۱۹۸۴ به معروف‌ترین جایزه هنری بریتانیا و یکی از مهم‌ترین جوایز هنری اروپا تبدیل شده‌است. در طول سال‌های ۱۹۹۱ تا ۲۰۱۶، فقط هنرمندان کمتر از ۵۰ سال امکان دریافت این جایزه را داشتند که این محدودیت در سال ۲۰۱۷ برداشته شد. اگرچه آثاری که به نمایش درمی‌آیند از رشته‌های مختلف هنری می‌باشند، و جایزه ترنر به نقاشان نیز اهدا شده‌است، اما در درجهٔ اول این جایزه به هنر مفهومی اختصاص پیدا کرده‌است.